# Isabelle Bassong
Jeanne Isabelle Marguerite Bassong (9 de febrero de 1937–9 de noviembre de 2006) fue una lingüista, diplomática y embajadora camerunesa en los países Benelux durante 17 años.
Su nombre de nacimiento fue Jeanne Isabelle Marguerite Akoumba Monneyang, nació en Ebolowa en la región sur de  Camerún. Su padre era un funcionario del gobierno y su madre un ama de casa. Ella hizo la escuela secundaria en la ciudad de Douala posteriormente se radicó en Cahors en Francia donde obtuvo un bachillerato en ciencias experimentales. Regresó a París para estudiar en la Sorbona para especializarse en lingüística, obteniendo un título de grado y un diploma de altos estudios en esa especialidad. Realizó su postgrado en la Universidad de Colorado, Denver obteniendo una Maestría de Ciencias en Lingüística.
Regresó a desempeñarse laboralmente en Camerún donde la nombraron Directora de Servicios de Lingüística en la Asamblea Nacional de ese país en 1964.
En febrero de 1984 fue nombrada secretaria de Estado de Salud Pública. Y a fines de 1980 entró en el servicio diplomático, siendo embajadora de Camerún en Bélgica, Países Bajos, Luxemburgo y la Comunidad Europea entre 1989 y 2006. Como una de las embajadoras más antiguas en Bruselas, fue presidenta del Comité de Embajadores de los Estados de África, del Caribe y del Pacífico. Representó a su país en un gran número de negociaciones claves: la cuarta Convención de Lomé de 1990, la Convención revisada de 1995 y el Acuerdo de Cotonú de 2000, y fue consejera por Camerún en la Corte Internacional de Justicia en La Haya durante las largas disputas con Nigeria sobre la soberanía de Bakassi.
También fue miembro de la decisión de Movimiento Democrático del Pueblo Camerunés, siendo secretaria de prensa, información y propaganda del partido. Falleció en Bruselas, dejando un marido y tres hijos. Le hicieron dos funerales oficiales, en Bruselas y en Yaundé, la capital de Camerún, donde está enterrada.